# Sabres e Utopias
Sabres e Utopias é um livro de ensaios do escritor peruano, agraciado com o prêmio nobel de literatura, Mario Vargas Llosa. O livro foi publicado em 2009 foi lançado em 2010 no Brasil, pela editora Objetiva, traduzido por Bernardo Ajzenberg e prefaciado por Carlos Granés.
Em Sabres e Utopias, são compilados uma série de textos publicados pelo autor do romance Travessuras da Menina Má, onde este demontra-se um grande observador politico, econômico e cultural da América Latina, atacando todos os regimes que oprimam a liberdade e a democracia, a corrupção e as utopias.